# 葡萄牙體育
葡萄牙體育在葡萄牙文化中擁有重要地位。足球是葡萄牙最受歡迎的體育運動。除此之外，籃球、游泳、田徑、網球、體操、五人制足球、冰球、手球、排球、衝浪、帆船和橄欖球等體育運動在葡萄牙也有職業和半職業聯賽。葡萄牙是傳統田徑強國，特別是在越野跑的領域。許多著名田徑選手都是葡萄牙人。葡萄牙在划艇和自行車運動上也有很強實力，並有職業的自行車俱樂部。葡萄牙也是世界足球強國之一，出身了許多著名足球選手，如尤西比奧、費高、基斯坦奴·朗拿度。葡萄牙的足球俱樂部在歐冠和歐聯也有出色表現，波圖曾經獲得過歐冠冠軍。